# Milan Mazurek
Milan Mazurek (* 24. ledna 1994 Kežmarok) je slovenský podnikatel a politik, od roku 2024 poslanec Evropského parlamentu zvolený za hnutí Republika. V letech 2016 až 2023 (s pauzou v letech 2019 až 2020) působil jako poslanec Národní rady SR za Ľudovou stranu Naše Slovensko.

## Život
Narodil se v roce 1994 v Kežmarku. V letech 2009 až 2010 studoval na Střední odborné škole technické v Popradě. V letech 2010 až 2014 studoval obor Právo a podnikání na soukromé střední škole v Popradě. V průběhu života podnikal, zejména v oblasti maloobchodu. Měl mimo jiné být manažerem eshopu Electrocentrum, který měl podle Hospodárskych novin silně negativní hodnocení od zákazníků (doplněné o četné pozitivní recenze sepsané Mazurkem přes jím založené falešné profily). Obchod navíc dostal od Slovenské obchodní inspekce několik pokut za porušení podmínek při internetovém prodeji a za porušení podmínek reklamace.
V letech 2019 až 2021 absolvoval studium na soukromé Vysoké škole ekonomie a managementu veřejné správy v Bratislavě v oboru Ekonomie a management a získal tak bakalářský titul.

### Politické působení
V roce 2015 se stal členem ĽSNS. Mazurek dříve působil jako asistent poslance Národní rady za ĽSNS Andreje Medveckého, kterého pouhý týden po parlamentních volbách v roce 2016 v Národní radě nahradil. Mazurek poté začal působit mj. ve Výboru pro lidská práva a národnostní menšiny. Tou dobou působil také jako předseda krajského klubu ĽSNS v Prešově. Mandát poslance poté obhájil i v parlamentních volbách v roce 2020, když kandidoval na kandidátní listině ĽSNS z posledního 150. místa kandidátní listiny (díky preferenčním hlasům skončil druhý za Marianem Kotlebou). Po těchto volbách se Mazurek stal členem výboru pro evropské záležitosti a výboru pro sociální věci.
V lednu 2021 odešel ze strany a spolu s několika svými kolegy (z nich nejznámějšími jsou zřejmě Milan Uhrík a Ondrej Ďurica) převzal stranu HLAS ĽUDU založenou Peterem Marčekem, kterou posléze přejmenoval na hnutí Republika. Ještě v roce 2021 byl zvolen místopředsedou tohoto hnutí a jako jeho člen posléze neúspěšně kandidoval v parlamentních volbách v roce 2023. V evropských volbách v roce 2024 byl nicméně na kandidátní listině hnutí Republika spolu s Milanem Uhríkem zvolen poslancem Evropského parlamentu. Na rozdíl od svého stranického kolegy Uhríka ale nevstoupil do krajně pravicové frakce ESN kvůli svému dřívějšímu odsouzení za nenávistné výroky.
V roce 2022 se stal poslancem Prešovského kraje.

### Politické názory a trestní stíhání
Již v mládí během návštěvy Koncentračního táboru v Osvětimi podle pozdějších výpovědí jeho spolužáka hovořil o tom, že holokaust zinscenovali Židé a během návštěvy se prakticky celou dobu usmíval. Slovenskou policií byl později opakovaně prošetřován za výroky popírající holokaust. V říjnu 2016 přirovnal během vysílání Rádia Frontinus romské děti k opicím v zoologické zahradě. Tou dobou také podle médií organizoval různé rasistické a xenofobní pochody, například v červnu 2015 měl v Bratislavě slovně vulgárně zaútočit na arabskou rodinu.
V roce 2018 mu byla Specializovaným trestním soudem udělena pokuta ve výši 5 tisíc eur za výroky, které hanobily rasu, národ nebo přesvědčení. Mazurek se proti verdiktu odvolal k Nejvyššímu soudu, který pokutu v září 2019 navýšil na deset tisíc euro. Mazurek zároveň v důsledku tohoto odsouzení jako vůbec první poslanec v historii Slovenska přišel o svůj poslanecký mandát (ve funkci jej nahradil Milan Špánik). Pokutu Mazurek posléze zaplatil, díky čemuž mohl kandidovat v nadcházejících parlamentních volbách (ve kterých mandát poslance NR SR obhájil). Rozhodnutí Nejvyššího soudu přitom kritizovali Mazurek, celá strana ĽSNS, ale mj. i předseda SMERu-SD Robert Fico s tím, že byl Mazurek odsouzen pouze za projevení vlastního názoru. Mazurek byl po ztrátě mandátu poslance zaměstnán jako tajemník ĽSNS v Národní radě.
Lidskoprávními organizacemi bojujícími za práva LGBT osob byl Mazurek v roce 2020 nominován na titul „homofob roku“ kvůli svým vyjádřením na adresu transgender osob. Během pandemie covidu-19 odmítal nosit roušku s tím, že se obával otravy oxidem uhličitým. Po útoku na školu ve Vrútkách tvrdil, že pachatelem byla osoba romského etnika (ačkoliv tomu tak nebylo). V prosinci 2021 pak soud rozhodl o tom, že se Mazurek musí omluvit za lživé výroky, které uvedl na adresu infektologa Petera Sabaka, a uhradit mu odškodné ve výši 20 tisíc eur.
Médii bývá opakovaně označován jako neonacista.